# Moselle Open
El Torneig de Metz, conegut oficialment com a Open de Moselle i des de 2012 com a Moselle Open, és un torneig de tennis professional que es disputa anualment sobre pista dura al Arènes de Metz de Metz, França. Pertany a les sèries 250 del circuit ATP masculí i es disputa al setembre.
El torneig es va crear l'any 2003 com a successor del Torneig de Toulouse.
L'edició 2014 torna al Palais omnisports Les Arènes, per motius econòmics. Per a aquesta edició, el torneig compta per primera vegada amb l'anomenada tecnologia “Hawk-Eye”.
El 2016, Yvon Gérard va declarar que el torneig es va vendre i que tindria lloc en el futur a Taipei (Taiwan) del 2017. Aquesta venda és rebutjada per l'ATP. Tanmateix, sí que s'ha produït un canvi de participació, però que no modifica la ubicació on es celebra el torneig.
El 2017, el torneig utilitza el programari Foxtenn, un competidor de Hawk-Eye, per a vídeos sobre pilotes disputades.

## Palmarès

### Individual masculí[7]
| Any  | Campió                                            | Finalista                                         | Resultat                                          |
| ---- | ------------------------------------------------- | ------------------------------------------------- | ------------------------------------------------- |
| 2024 | Benjamin Bonzi                                    | Cameron Norrie                                    | 7−6(4), 6−4                                       |
| 2023 | Ugo Humbert                                       | Alexander Shevchenko                              | 6−3, 6−3                                          |
| 2022 | Lorenzo Sonego                                    | Alexander Bublik                                  | 7−6(3), 6−2                                       |
| 2021 | Hubert Hurkacz                                    | Pablo Carreño Busta                               | 7−6(2), 6−3                                       |
| 2020 | Torneig suspès a causa de la pandèmia de COVID-19 | Torneig suspès a causa de la pandèmia de COVID-19 | Torneig suspès a causa de la pandèmia de COVID-19 |
| 2019 | Jo-Wilfried Tsonga (4)                            | Aljaž Bedene                                      | 6−7(4), 7−6(4), 6−3                               |
| 2018 | Gilles Simon (3)                                  | Matthias Bachinger                                | 7−6(2), 6−1                                       |
| 2017 | Peter Gojowczyk                                   | Benoît Paire                                      | 7−5, 6−2                                          |
| 2016 | Lucas Pouille                                     | Dominic Thiem                                     | 7−6(5), 6−2                                       |
| 2015 | Jo-Wilfried Tsonga                                | Gilles Simon                                      | 7−6(5), 1−6, 6−2                                  |
| 2014 | David Goffin                                      | João Sousa                                        | 6−4, 6−3                                          |
| 2013 | Gilles Simon                                      | Jo-Wilfried Tsonga                                | 6−4, 6−3                                          |
| 2012 | Jo-Wilfried Tsonga                                | Andreas Seppi                                     | 6−1, 6−2                                          |
| 2011 | Jo-Wilfried Tsonga                                | Ivan Ljubičić                                     | 6−3, 6−7(4), 6−3                                  |
| 2010 | Gilles Simon                                      | Mischa Zverev                                     | 6−3, 6−2                                          |
| 2009 | Gaël Monfils                                      | Philipp Kohlschreiber                             | 7−6(1), 3−6, 6−2                                  |
| 2008 | Dmitri Tursúnov                                   | Paul-Henri Mathieu                                | 7−6(6), 1−6, 6−4                                  |
| 2007 | Tommy Robredo                                     | Andy Murray                                       | 0−6, 6−2, 6−3                                     |
| 2006 | Novak Đoković                                     | Jurgen Melzer                                     | 6−4, 7−5                                          |
| 2005 | Ivan Ljubičić                                     | Gaël Monfils                                      | 7−6, 6−0                                          |
| 2004 | Jérôme Haehnel                                    | Richard Gasquet                                   | 7−6, 6−4                                          |
| 2003 | Arnaud Clément                                    | Fernando González                                 | 6−1, 1−6, 6−3                                     |

### Dobles masculins[7]
| Any  | Campions                                          | Finalistes                                        | Resultat                                          |
| ---- | ------------------------------------------------- | ------------------------------------------------- | ------------------------------------------------- |
| 2024 | Sander Arends Luke Johnson                        | Pierre-Hugues Herbert Albano Olivetti             | 6−4, 3−6, [10−3]                                  |
| 2023 | Hugo Nys Jan Zieliński (2)                        | Constantin Frantzen Hendrik Jebens                | 6−4, 6−4                                          |
| 2022 | Hugo Nys Jan Zieliński                            | Lloyd Glasspool Harri Heliövaara                  | 7−6(5), 6−4                                       |
| 2021 | Hubert Hurkacz Jan Zieliński                      | Hugo Nys Arthur Rinderknech                       | 7−5, 6−3                                          |
| 2020 | Torneig suspès a causa de la pandèmia de COVID-19 | Torneig suspès a causa de la pandèmia de COVID-19 | Torneig suspès a causa de la pandèmia de COVID-19 |
| 2019 | Robert Lindstedt Jan-Lennard Struff               | Nicolas Mahut Édouard Roger-Vasselin              | 2−6, 7−6(1), [10−4]                               |
| 2018 | Nicolas Mahut Édouard Roger-Vasselin (2)          | Ken Skupski Neal Skupski                          | 6−1, 7−5                                          |
| 2017 | Julien Benneteau Édouard Roger-Vasselin           | Wesley Koolhof Artem Sitak                        | 7−5, 6−3                                          |
| 2016 | Julio Peralta Horacio Zeballos                    | Mate Pavić Michael Venus                          | 6−3, 7−6(4)                                       |
| 2015 | Łukasz Kubot Édouard Roger-Vasselin               | Pierre-Hugues Herbert Nicolas Mahut               | 2−6, 6−3, [10−7]                                  |
| 2014 | Mariusz Fyrstenberg Marcin Matkowski              | Marin Draganja Henri Kontinen                     | 6−7(3), 6−3, [10−8]                               |
| 2013 | Johan Brunström Raven Klaasen                     | Nicolas Mahut Jo-Wilfried Tsonga                  | 6−4, 7−6(5)                                       |
| 2012 | Nicolas Mahut Édouard Roger-Vasselin              | Johan Brunström Frederik Nielsen                  | 7−6(3), 6−4                                       |
| 2011 | Jamie Murray André Sá                             | Lukáš Dlouhý Marcelo Melo                         | 6−4, 7−6(7)                                       |
| 2010 | Dustin Brown Rogier Wassen                        | Marcelo Melo Bruno Soares                         | 6−3, 6−3                                          |
| 2009 | Colin Fleming Ken Skupski                         | Arnaud Clément Michaël Llodra                     | 2−6, 6−4, [10−5]                                  |
| 2008 | Arnaud Clément Michaël Llodra (2)                 | Mariusz Fyrstenberg Marcin Matkowski              | 5−7, 6−3, [10−8]                                  |
| 2007 | Arnaud Clément Michaël Llodra                     | Mariusz Fyrstenberg Marcin Matkowski              | 6−1, 6−4                                          |
| 2006 | Richard Gasquet Fabrice Santoro                   | Julian Knowle Jürgen Melzer                       | 3−6, 6−1, 11−9                                    |
| 2005 | Michaël Llodra Fabrice Santoro                    | José Acasuso Sebastián Prieto                     | 6−2, 3−6, 6−4                                     |
| 2004 | Arnaud Clément Nicolas Mahut                      | Ivan Ljubičić Uros Vico                           | 6−2, 7−6                                          |
| 2003 | Julien Benneteau Nicolas Mahut                    | Michaël Llodra Fabrice Santoro                    | 7−6, 6−3                                          |